# Rebecca (musical)
Rebecca is een Duitstalige musical gebaseerd op de roman Rebecca van Daphne du Maurier. Het boek is door Michael Kunze en Sylvester Levay bewerkt tot een musical.
De première vond plaats op 28 september 2006 in het Raimund Theater in Wenen. De originele bezetting heeft twee Nederlandse hoofdrolspelers, Wietske van Tongeren en Susan Rigvava-Dumas. Op 30 december 2007 werd de laatste voorstelling van Rebecca opgevoerd, dit om ruimte te maken voor We Will Rock You. Na ruim acht maanden speelde Rebecca weer verder.

## Voorstellingen
Internationaal was Rebecca succesvol. De voorstelling kwam naar in Japan in april 2008, eind van dat jaar opende men in Helsinki, en ook in Boedapest in 2010 werd Rebecca gespeeld.
In februari 2011 werd aangekondigd dat Rebecca naar St.Gallen in Zwitserland komt met in de hoofdrollen Thomas Borchert als Maxim de Winter, Lisa Antoni als Ich en Maya Hakvoort als Mrs. Danvers. St.Gallen ging op 22 oktober 2011 in première. De musical was vanaf december 2011 in het Palladium Theater in Stuttgart te zien, met Pia Douwes in de rol van Mrs. Danvers, in een productie van Stage Entertainment. Rebecca kwam niet naar West End, maar de Engelstalige musical zou in april 2012 in première gaan op Broadway.

## Weense productiecredits
- Regisseur: Francesca Zambello
- Choreograaf: Denni L. Sayers

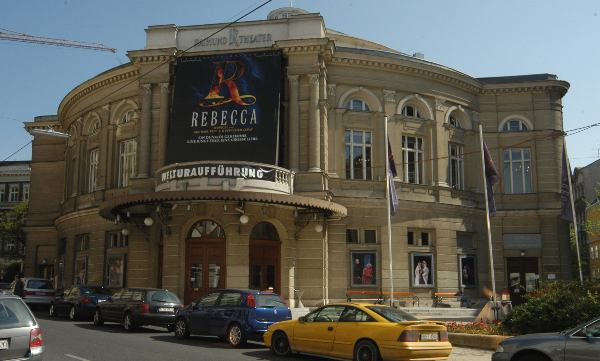
Musical Rebecca in het Raimund Theater in Wenen

- Musical Supervisor: Seann Alderking
- Musical Director: Caspar Richter
- Productie Designer: Peter J. Davison
- Costuum Ontwerper: Birgit Hutter
- Projectie Ontwerper: Sven Ortel
- Geluids ontwerper: Hendrik Maassen

## Rolverdeling
Wenen (2007)
- „Ich“: Wietske van Tongeren
- Maxim de Winter: Uwe Kröger
- Mrs. Danvers: Susan Rigvava-Dumas
- Mrs. Van Hopper: Carin Filipcic
- Beatrice: Kerstin Ibald
- Jack Favell: Carsten Lepper
- Frank Crawley: André Bauer
- Ben: Norberto Bertassi
- Oberst julian: Thomas Bayer
- Giles: Marcel Meyer
- Horridge: Kai Peterson
- Frith: Andreas Kammerzelt
- Robert: Oliver Mülich
- Clarice: Jana Stelley
- Mrs. Rutherford: Katarina Dorian

Ensemble:
Kathleen Bauer, Nathalie Kleeberger, Bettina Bogdany, Claudie Reinhard, Sigrid Brandstetter, Joana Fee Würz, Michaela Christl, Robert D. Marx, Katharina Dorian, Tim Reichwein, Lucius Wolter, Henrik Sehnert, Christoph Sommersguter, Jana Stelley.
Swings:
Matilda Hansson, Simon Eichenberger, Katrin Mersch, Noud Hell, Tina Schöltzke, Karsten Kammeier, Fritz Schmid.
Stuttgart (2012)
- Maxim de Winter: Jan Ammann
  - Alternate: Arvid Larsen
- Ich: Valerie Link
- Mrs. Danvers: Pia Douwes
  - Alternate: Femke Soetenga
- Mrs. van Hopper: Isabel Dörfler
- Beatrice: Kerstin Ibald
- Frank Crawley: Jörg Neubauer
- Ben: Oliver Heim
- Jack Favell: Hannes Staffler

Wenen (2022)
- ''Ich'': Nienke Latten
- Maxim de Winter: Mark Seibert
- Mrs. Danvers: Willemijn Verkaik
  - Alternate: Annemieke van Dam
- Jack Favell: Boris Pfeifer
- Mrs. Van Hopper: Ana Milva Gomes
- Beatrice: Annemieke van Dam
- Frank Crawley: James Park
- Ben: Aris Sas
- Oberst Julyan: Ulrich Allroggen
- Giles: Florian Fetterle
- Clarice: Dana van der Geer
- Horridge: Phillipp Dietrich
- Frith: Maximilian Klakow
- Robert: Jev Davis

## Opnames
Voor de première van Rebecca is er een single uitgebracht met het nummer The Power of a Woman in Love (Die Stärke Einer Liebenden Frau) gezongen door Gloria Gaynor. Het castalbum verscheen op 24 november 2006.
Op 6 en 7 juni 2007 is de show opgenomen in het Raimund Theater met de gehele originele cast. Deze opname zal op cd uitgebracht worden, met bonustrack I am an American Woman bevatten gezongen door Marika Lichter, de nieuwe Mrs van Hopper. De cd werd op 19 oktober uitgebracht. Tevens zijn er aantal liedjes opgenomen tijdens de workshops met o.a. Pia Douwes.

## Broadway
Wanneer de musical geadapteerd ging worden op Broadway ontstond één van de grootste schandalen. De musical is financieel zwaar door het decor. De zaal waar het moest plaatsvinden moest omgebouwd worden om de grote, ronddraaiende trap er in te krijgen. Door een fout in de bouw is het theater onder water gelopen waardoor de kosten alleen maar opliepen. Daarbij was er een heel mysterie rond de investeerders.
Chronologische volgorde van de feiten:
- 2010: Aankondiging door producers Ben Sprecher en Louise Forlenza dat de musical in première ging gaan op Broadway.

### 2012
- Aankondiging dat de opening uitgesteld wordt.
- Mei: Aankondiging dat het laatste ontbrekende stukje investering op zijn plaats is en dat de musical verwacht wordt in de herfst van 2012.
- Mei: De oorspronkelijk hoofdrolspelers, Sierra Boggess en Tam Mutu stappen uit de cast door de vele uitstellingen.
- Juli: Nieuwe acteurs, Jill Paice en Ryan Silverman, worden aangekondigd.
- 8 september: Repetities worden weer uitgesteld vanwege de dood van een belangrijke investeerder. Deze beruchte investeerder, Paul Abrams, die een spook bleek te zijn, was verantwoordelijk voor $2,5 miljoen.[3] Abrams zou gestorven zijn aan malaria in Londen. Uiteindelijk gaf Sprecher toe dat hij Abrams nooit had ontmoet en dat hij niet bestond. De autoriteiten in Londen heb nog steeds niet kunnen bevestigen dat er in Augustus een man genaamd Abrams gestorven is aan Malaria. Daarbij was zijn opgegeven adres dat van een park in Australië.
- 26 september: Aankondiging dat de repetities op 1 oktober zullen beginnen.
- 30 september: De show wordt opnieuw uitgesteld. Dit keer door 'een kwaadaardige e-mail vol leugens en insinuaties' die een nieuwe investeerder afschrikte.
- 3 oktober: De New York Times meld dat Abrams waarschijnlijk een pseudoniem was voor zakenman Mark Hotton die aangeklaagd was voor fraude. Hij zou ingehuurd zijn door Sprecher en Forlenza om extra investeerders in de musical te krijgen. De FBI en de U.S. Attorney's Office onderzoeken de omstandigheden van de financiering van de show.
- 15 oktober De andere drie investeerders, verantwoordelijk voor $2 miljoen, blijken ook niet te bestaan. Zij waren plotseling verdwenen. Dit wordt bevestigd door de advocaat van Sprecher en Forlenza, Ronald G. Russo. De persvertegenwoordiger, Marc Thibodeau, stopt de samenwerking.
- 19 oktober: Sprecher en Forlenza klagen Hotton aan voor het aannemen van duizenden dollars aan voorschotten op commissies voor het binnenhalen van niet-bestaande investeerders.

### 2013
- 2 januari: Sprecher meldt dat hij de recht op de musical verlengd heeft en dat het de bedoeling is dat de show eind 2013 in première gaat.
- 29 januari: Sprecher en Forlenza dienen een klacht in bij de NY State Supreme Court tegen Marc Thibodeau. Ze beweren dat hij achter de verontrustende e-mails zat die de potentiële nieuwe investeerder heeft afgeschrikt. Thibodeau zegt dat hij een "onschuldige klokkenluider" is.
- 15 maart: Sprecher en Forlenza starten een samenwerking met Phillip en Barbara Sellinger om een presentatie van Rebecca te organiseren. Ze hopen zo extra fondsen te werven om de show eind 2013 in première te zien. Thibodeau dient een motie van 15 pagina's in in de hoop de aanklacht tegen hem te laten intrekken. Sprecher en Forlenza dienen een memorandum van 27 pagina's in tegen Thibodeau's motie.
- 12 april: Sprecher kondigt aan dat $8 miljoen is opgehaald voor de productie.
- 24 juli: De première wordt uitgesteld naar 2014.
- 30 juli: Hotton pleit schuldig aan oplichting.
- 10 oktober: De Securities and Exchange Commission gaat geen actie ondernemen te Sprecher en Forlenza. Ze hopen dat deze beslissing investeerders zal aanmoedigen om de resterende $5 miljoen te investeren.
- 14 november: Thibodeau dient een aaklacht in tegen Sprecher en Forlenza wegens contractbreuk, ongerechtvaardigde verrijking en fraude. Hij verklaart dat hij nooit is betaald door de producten en dat hij achterdochtig werd toen hij een persbericht moest opstellen over de dood van een Zuid-Afrikaanse investeerder, Paul Abrams.

### 2014
- 21 januari: Thibodeau trekt zijn aanklacht in. Sprecher en Forlenza starten een samenwerking met co-producenten Steven Colson, Peter Bezemes en Barbara Sellinger.
- 10 oktober: Hotton wordt veroordeeld tot drie jaar celstraf.

### 2015
- 12 mei: Een rechter van de New York Supreme Court zegt dat Thibodeau zijn contract heeft geschonden door anonieme e-mails te sturen.

Uiteindelijk is de musical nooit opgevoerd op Broadway. Door dit schandaal is de productie in Londen kleinschaliger.